# Joachim Raffert
Joachim Raffert (* 16. März 1925 in Hildesheim; † 18. September 2005 ebenda) war ein deutscher Journalist und Politiker (SPD). Er war 1972 Parlamentarischer Staatssekretär beim Bundesminister für Bildung und Wissenschaft.

## Leben und Beruf
Joachim Raffert wurde als ältestes von drei Kindern eines durch Weiterbildung vom ungelernten Arbeiter zum Maschinisten aufgestiegenen Vaters geboren. Nach dem Besuch der Mittelschule absolvierte Raffert zunächst ein Redaktionsvolontariat. Er schloss sich zum 15. März 1943 der Waffen-SS an. Er arbeitete 1945/46 als Hilfsarbeiter im Baugewerbe und war von 1946 bis 1948 als Puppenspieler in einem Marionettentheater tätig. Währenddessen holte er 1947 das Abitur als Externer nach.
Raffert arbeitete seit 1948 als freier Journalist und wurde 1953 Redakteur. Er war bei Zeitungen in Einbeck, Hildesheim, Göttingen und Hannover tätig und wurde 1964 stellvertretender Ressortleiter für Politik bei der Hannoverschen Presse. Daneben trat er 1949 der IG Druck und Papier bei.

## Wirken
Raffert beantragte am 15. Januar 1943 die Aufnahme in die NSDAP und wurde zum 20. April desselben Jahres aufgenommen (Mitgliedsnummer 9.470.849). Er schloss sich dann 1949 der SPD an und wurde Vorsitzender des SPD-Ortsvereins Hildesheim. Später war er Mitglied des bildungs- sowie des rundfunkpolitischen Ausschusses beim Bundesparteivorstand.
Raffert war von 1959 bis 1968 Ratsmitglied der Stadt Hildesheim. Dem Deutschen Bundestag gehörte er von 1965 bis 1972 an. Er zog 1965 über die Landesliste Niedersachsen und 1969 als direkt gewählter Abgeordneter des Wahlkreises Hildesheim in den Bundestag ein. Im Parlament war er Vorsitzender der Arbeitsgruppe Kulturpolitik der SPD-Fraktion. Raffert wurde am 15. März 1972 als Parlamentarischer Staatssekretär beim Bundesminister für Bildung und Wissenschaft in die von Bundeskanzler Willy Brandt geführte Bundesregierung berufen. Schon am 31. August 1972 schied er wieder aus dem Amt.

## Ehrungen
Raffert wurde mit dem Bundesverdienstkreuz am Bande und 1990 mit dem Bundesverdienstkreuz Erster Klasse ausgezeichnet.